# Kavango West
Kavango West is een bestuurlijke regio in Namibië die in augustus 2013 ontstond doordat de eerdere regio Kavango opgesplitst werd in Kavango Oost en Kavango West.
De naam Kavango is afgeleid van de rivier de Okavango.
De regio Kavango-West bestaat uit zeven kieskringen: Kahenge, Kapako, Mankumpi, Mpungu, Ncamagoro, Nkurenkuru en Tondoro.
Zambezi · Erongo · Hardap · ǁKaras · Kavango Oost · Kavango West · Khomas · Kunene · Ohangwena · Omaheke · Omusati · Oshana · Oshikoto · Otjozondjupa